# North American FJ-4 Fury
North American FJ-4 Fury là một loại máy bay tiêm kích-bom cánh xuôi sau, có thể hoạt động trên tàu sân bay, được thiết kế cho Hải quân Hoa Kỳ và Thủy quân Lục chiến Hoa Kỳ.

## Biến thể

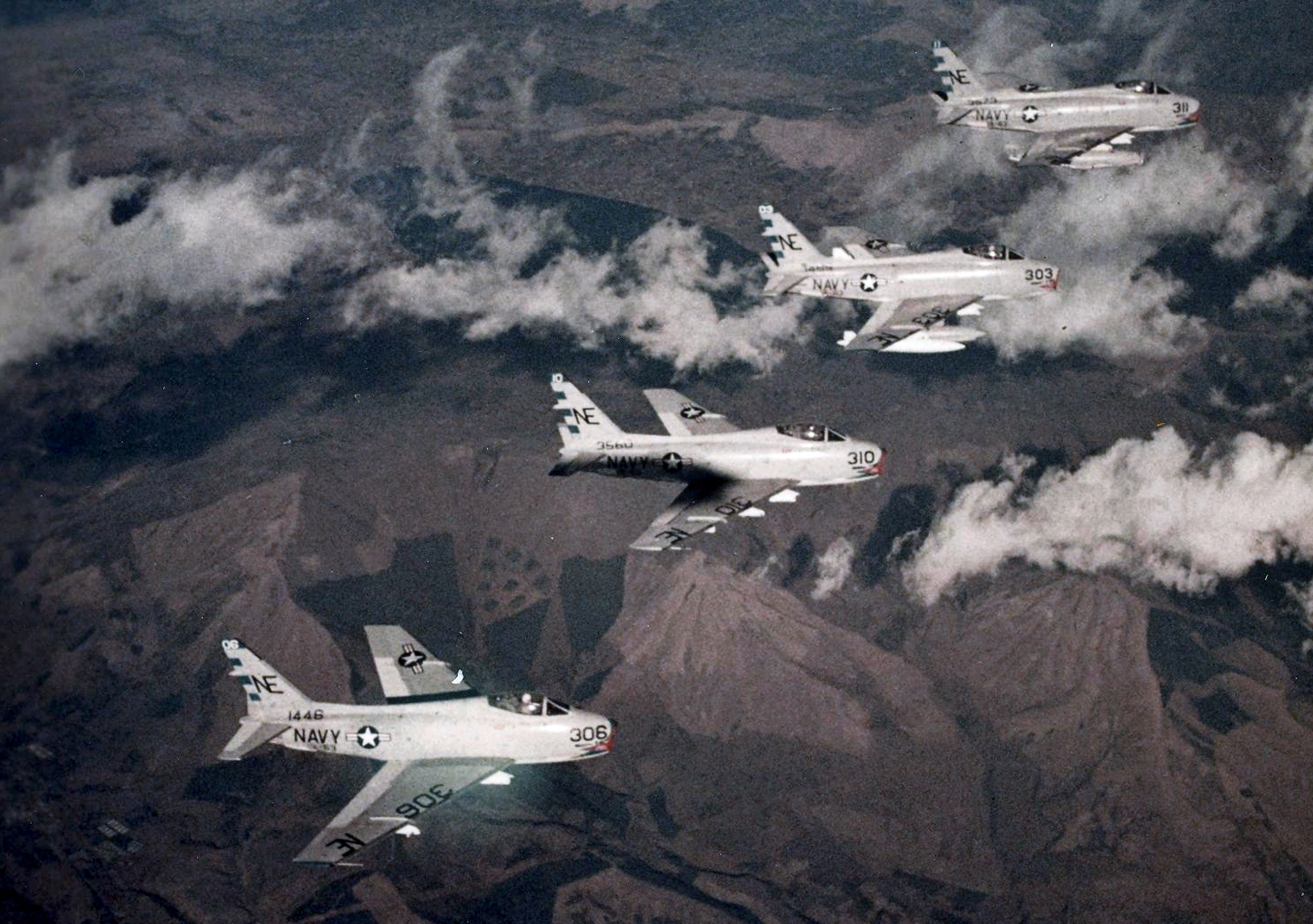
4 chiếc FJ-4B VA-63 năm 1958.

XFJ-4
YFJ-4
FJ-4 Fury
FJ-4B Fury
FJ-4F Fury
F-1E Fury
AF-1E Fury
AF-1F (NA-295)

## Quốc gia sử dụng
Hoa Kỳ
- Hải quân Hoa Kỳ
- Thủy quân Lục chiến Hoa Kỳ

## Tính năng kỹ chiến thuật (FJ-4)

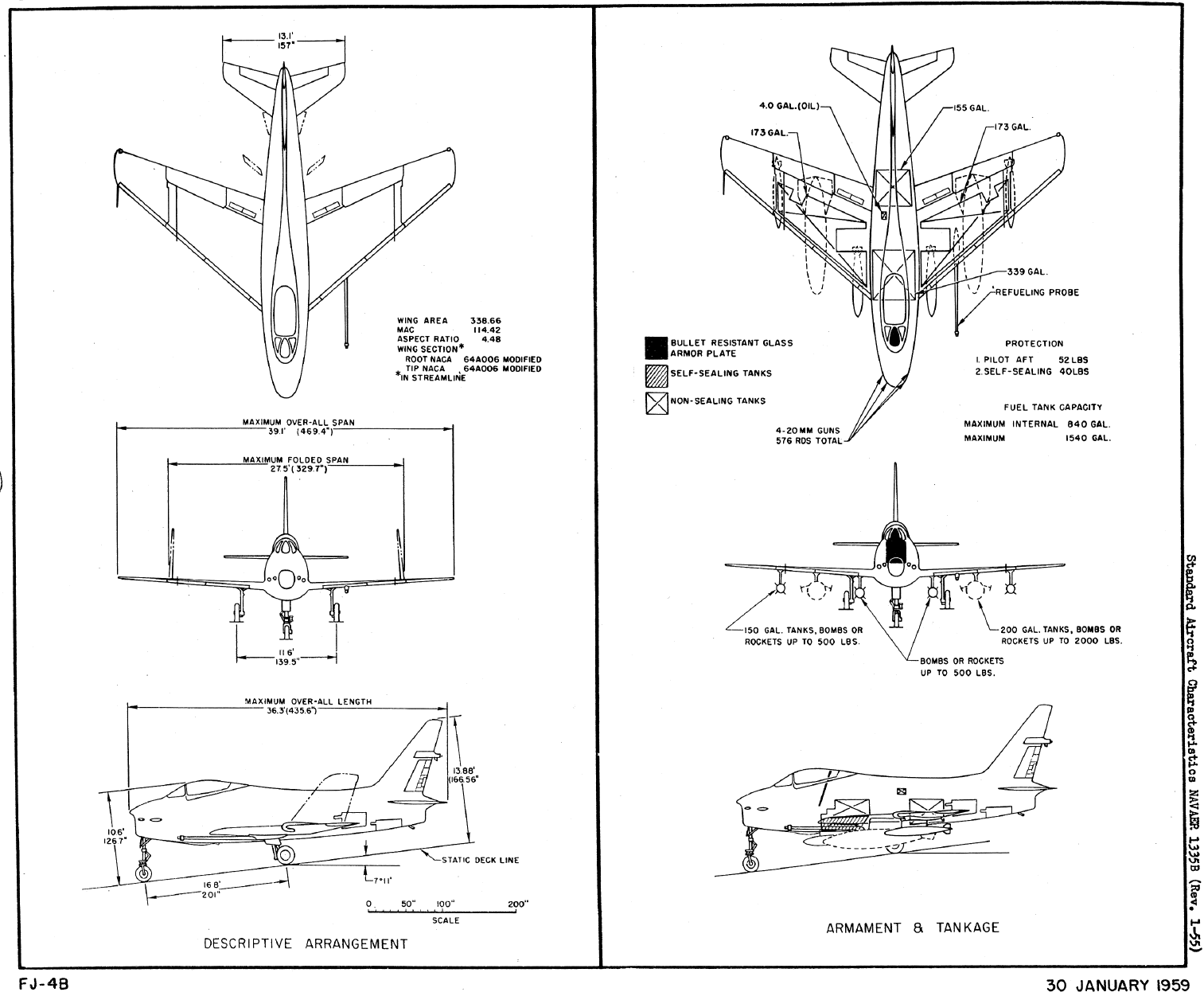
FJ-4/-4B Fury.

Dữ liệu lấy từ American Military Aircraft
Đặc điểm tổng quát
- Tổ lái: 1
- Chiều dài: 36 ft 4 in (11,1 m)
- Sải cánh: 39 ft 1 in (11,9 m)
- Chiều cao: 13 ft 11 in (4,2 m)
- Diện tích cánh: 338,66 ft² (31,46 m²)
- Trọng lượng rỗng: 13.210 lb (6.000 kg)
- Trọng lượng có tải: 20.130 lb (9.200 kg)
- Trọng lượng cất cánh tối đa: 23.700 lb (10.750 kg)
- Động cơ: 1 × Wright J65-W-16A kiểu động cơ tuabin phản lực, 7.700 lbf (34 kN)

 Hiệu suất bay 
- Vận tốc cực đại: 680 mph (1.090 km/h) trên độ cao 35.000 ft (10.670 m)
- Tầm bay: 2.020 mi (3.250 km) với 2× thùng nhiên liệu vứt được loại 200 gal (760 l) và 2× tên lửa AIM-9
- Trần bay: 46.800 ft (14.300 m)
- Vận tốc leo cao: 7.660 ft/phút (38,9 m/s)
- Tải trên cánh: 69,9 lb/ft² (341,7 kg/m²)
- Lực đẩy/trọng lượng: 0,325

Trang bị vũ khí

- Súng: 4 × pháo 20mm
- Tên lửa: 4 × tên lửa AIM-9 Sidewinder
- Bom: 3.000 lb (1.400 kg) vũ khí